# Eugnosta molybdanthes
Eugnosta molybdanthes es una especie de polilla de la tribu Cochylini, familia Tortricidae.
Fue descrita científicamente por Meyrick en 1932.

## Distribución
Se encuentra en Brasil (Santa Catarina)